# Adsorpcja specyficzna
Adsorpcja specyficzna - zjawisko polegające na gromadzeniu się jonów lub substancji organicznej na granicy faz metal-roztwór, wskutek działania sił chemicznych. 
Całkowita adsorpcja na powierzchni elektrody jest wynikiem oddziaływań elektrostatycznych i chemicznych i nazywana jest adsorpcją elektrochemiczną (elektrosorpcją). W odróżnieniu od zwykłej adsorpcji stężenie powierzchniowe adsorbatu, czyli cząsteczek na jednostkę powierzchni, zależy od ładunku elektrody. 
Adsorpcji specyficznej łatwo ulegają jony, które pod wpływem pola elektrycznego deformują się (mają dużą polaryzowalność - zwł. aniony) oraz słabo wiążą się z cząsteczkami rozpuszczalnika (solwatacja). W przypadku substancji organicznych absorbujących się na metalach stałych(np. platynie) bardzo często po absorpcji specyficznej następuje nieodwracalny proces rozpadu cząsteczki. Jest to wówczas proces chemisorpcji połączony z reakcją chemiczną.